# 統一党 (リベリア)
統一党（とういつとう、Unity Party、略称:UP）は、リベリアの政党。1984年エドワード・ケッセリー博士の主導により結成された。1980年のサミュエル・ドゥ軍曹（後、リベリア大統領）が起こしたクーデターの後に行われた1985年10月の総選挙に参加が許された3党のひとつ。かつてエレン・ジョンソン・サーリーフ大統領の政権では与党であった。
1996年9月3日～1997年8月2日の短期間で暫定政権を務めていたルース・ペリーは1986年から1990年まで統一党員だった。2005年大統領選挙ではエレン・ジョンソン・サーリーフを擁立した。エレン・ジョンソン・サーリーフは、民主変革会議が擁立したジョージ・ウェアを接戦で破り大統領に当選した。同時に行われた総選挙で統一党は、上院（Senate）で3議席、下院（House of Representatives）で8議席をそれぞれ獲得した。
2009年4月1日、リベリア統一党とリベリア行動党の両党が合流した。